# Jitsu wa Ore, Saikyō deshita?
Jitsu wa Ore, Saikyō deshita? (実は俺、最強でした??) es una serie de novelas ligeras japonesas escritas por Sai Sumimori e ilustradas por Ai Takahashi. Publicada originalmente a través del sitio web de publicación de novelas generadas por usuarios Shōsetsuka ni Narō en septiembre de 2018, la serie fue adquirida más tarde por Kodansha, quien comenzó a publicar la serie impresa con ilustraciones de Ai Takahashi. Una adaptación a manga, también ilustrado por Takahashi, comenzó su serialización en la plataforma web de manga basada en Niconico Suiyōbi no Sirius en abril de 2019. Una adaptación de la serie al anime de Staple Entertainment se estrenó el 2 de julio de 2023.

## Sipnosis
Reencarnarse en otro mundo con la promesa de un poder "cheat" es una cosa, pero renacer como un bebé y luego darlo por muerto después de que tus padres reales piensen que eres impotente es otra cosa completamente diferente. Ahora, el recién nacido Reinhardt, o Hart para sus nuevos amigos, debe encontrar su camino a través de un mundo peligroso... pero afortunadamente tiene una magia que está literalmente fuera de serie.

## Personajes
Hart Zenfis (ハルト・ゼンフィス Haruto Zenfisu?)
 Seiyū: Ayumu Murase
Era un muchacho de secundaria que fue víctima de un intenso acoso escolar que lo llevó a convertirse en un nini. Cinco años después, es reencarnado por una diosa en el hijo de unos reyes bajo el nombre de Reinhardt Orteus, el príncipe del Reino de Orteus, pero sería abandonado por la familia real en el bosque, donde conoce al Fenrir Flay, quien se convierte en su sirvienta. Luego es descubierto por Gold Zenfis (un pariente lejano suyo), y Reinhardt es adoptado como su hijo y rebautizado como Hart Zenfis. Dado que los dispositivos utilizados para medir los niveles de maná de las personas no fueron diseñados para medir números superiores a dos dígitos, todos creen erróneamente que el nivel de maná de Hart es solo 2 dígitos, cuando en realidad es de 1002. Como carece de un elemento, la única magia que puede usar es la magia de barrera, pero puede hacer una gran variedad de cosas con ella; creando ropa o incluso usándolas como pantallas de televisión para proyectar sus recuerdos o actuar como drones. A veces se viste como un héroe que se parece a Zero de Code Geass.
Charlotte Zenfis (シャルロッテ・ゼンフィス Sharurotte Zenfisu?)
 Seiyū: Atsumi Tanezaki
Es la hija de Gold Zenfis y hermana adoptiva de Hart. Aunque inicialmente dudaba acerca de Hart, tras ser salvada por él de unos bandidos, llegó a tener una fe inmensa en él y sus habilidades. Charlotte se destaca por ser muy inteligente, aprender japonés rápidamente y sobresalir en sus estudios. También se observa que tiene un potencial mágico aún mayor que Gizelotte, lo que hizo que ésta atentara contra su vida a una edad temprana.
Flay (フレイ Furei?)
 Seiyū: Ayaka Shimizu
Es una Fenrir que una vez trabajó con el Señor Demonio. Al encontrar a Hart siendo un bebé, ella intentó atacarlo para comérselo, pero al ser derrotada por Hart, acepta su derrota y se convierte en su sirviente. Ella prefiere una estrategia de fuerza bruta cuando está en combate. Puede ser muy irracional a veces y, en esos momentos, puede ser obstinada.
Liza (リザ Riza?)
 Seiyū: Wakana Kuramochi
Es una dragona hikikomori de 300 años que lee libros hasta que las aventuras empíricas la expulsan. Hart la salvó y se convirtió en su segunda sirvienta.
Irisphilia (イリスフィア Irisufia?)
 Seiyū: Ami Koshimizu
Es la reencarnación de la Señora Demonio Irisphilia, quien sacrificó su vida para convertirse en humana y tratar de hacer del mundo un lugar mejor. Poco después de su nacimiento, sus padres y otras familias adoptivas la abandonaron varias veces, ya que la consideraban un demonio debido a que hablaba y deseaba poder a una edad muy temprana. Más tarde la llevaron a un monasterio con un solo pastor que fue amable con ella pero falleció cuando era una adolescente. Más tarde se dirigió a la Real Academia Especializada de Magia Granfelt, donde pronto se hace amiga de Hart.
Laius (ライアス Raiasu?)
 Seiyū: Shin'nosuke Tachibana
Es el hijo del rey Jilq, la reina Gizelotte y el hermano biológico de Hart. Inicialmente se muestra arrogante, grosero y orgulloso. Sin embargo, después de perder ante Hart, gana respeto por sí mismo y sus habilidades, entrenando para poder vencerlo algún día. Le teme inmensamente a su madre, sabiendo que ella no se preocupa por él y siguiendo sus órdenes por terror.
Marianne (マリアンヌ Mariannu?)
 Seiyū: Manaka Iwami
Es la hija del rey Jilq y media hermana de Hart y Laius. Ha adquirido el sentido común y la conducta adecuada para una princesa y, a menudo, desconfía del tiránico Laius. Se preocupa mucho de Hart.
Tearietta Luseiannel (ティアリエッタ・ルセイヤンネル Tiarietta Ruseiyanneru?)
 Seiyū: Misaki Kuno
Es una profesora de la Real academia de magia Granfelt. Confía en su investigación y muestra interés en las habilidades de Hart.
Johnny (ジョニー Jonī?)
 Seiyū: Nobutoshi Canna
Un caballero esqueleto que vive en "Pandaemonium". Tiene un comportamiento suave y una personalidad seria. Los demonios lo admiran por su tono y comportamiento caballeroso, pero tiene el inconveniente de no detenerse una vez que comienza a hablar.
Gigan (ギガン?)
 Seiyū: Chitose Morinaga
Un gólem gigante que vive en "Pandaemonium". Tiene una personalidad tranquila y gentil, y tiene un corazón de doncella que ama las flores.
Oratoria Belgam (オラトリア・ベルカム Oratoria Berukamu?)
 Seiyū: Yūko Kaida
Una profesora en la Royal Granfelt Special Class Magic Academy. Se especializa en "teoría de atributos".
Schneider Halfen (シュナイダル・ハーフェン Shunaidaru Hāfen?)
 Seiyū: Nobuhiko Okamoto
Vicepresidente de la Royal Granfelt Special Class Magic Academy. Se jacta de ser el heredero de la familia de un duque y tiene una actitud autoritaria hacia quienes lo rodean.
Giselotte Orteus (ギーゼロッテ・オルテアス Gīzerotte Oruteasu?)
 Seiyū: Yū Kobayashi
La madre biológica de Hart y Laius, madre adoptiva de Marianna, reina y la principal antagonista. Gizelotte es una persona cruel, manipuladora y abusiva. Ella busca el poder absoluto sin control en el reino y hará lo que sea necesario para asegurarlo. En el pasado, Gizelotte fue declarada heroína de guerra al derrotar al Rey Demonio. Como recompensa por sus esfuerzos, se casó con el rey Jilq y se convirtió en reina. Si bien inicialmente estaba feliz de dar a luz a Reinhart, ella y su esposo inmediatamente entraron en pánico al descubrir su aparente debilidad, decidieron abandonar a su hijo en el bosque y ambos optaron por mentir acerca de que nació muerto para salvar su reputación. Al enterarse del alto potencial mágico de Charlotte, Gizelotte ordenó asesinarla, ante el temor de que su existencia dividirá al reino. Después de enterarse de esto, su hijo ahora llamado Hart (como Shiva) la confronta y los lleva a los dos a pelear. Hart salió victorioso y colocó un collar de esclavo en el cuello de Gizelotte, advirtiéndole que quitárselo la decapitaría como una forma de tratar de enseñarle humildad. Sin embargo, esto solo sirvió para volverla más amarga e inestable.

## Contenido de la obra

### Novelas ligeras
Escrita por Sai Sumimori, la serie comenzó a publicarse en línea en el sitio web de publicación de novelas generadas por usuarios Shōsetsuka ni Narō oel 1 de septiembre de 2018. La serie fue adquirida más tarde por Kodansha, quien comenzó a publicar la serie impresa con ilustraciones de Ai Takahashi el 31 de mayo. 2019. Han publicado cinco volúmenes hasta la fecha.
En marzo de 2022, Kodansha USA anunció que obtuvo la licencia de la serie para su publicación en inglés.

#### Lista de volúmenes
| Volúmenes de novelas ligeras publicadas | Volúmenes de novelas ligeras publicadas | Volúmenes de novelas ligeras publicadas |
| Número                                  | Fecha de lanzamiento                    | ISBN                                    |
| --------------------------------------- | --------------------------------------- | --------------------------------------- |
| 1                                       | 31 de mayo de 2019                      | ISBN 978-4-06-516173-9                  |
| 2                                       | 3 de octubre de 2019                    | ISBN 978-4-06-517915-4                  |
| 3                                       | 2 de junio de 2020                      | ISBN 978-4-06-519786-8                  |
| 4                                       | 4 de enero de 2021                      | ISBN 978-4-06-521534-0                  |
| 5                                       | 1 de octubre de 2021                    | ISBN 978-4-06-525146-1                  |

### Manga
Una adaptación a manga, ilustrada por Ai Takahashi, comenzó su serialización en la plataforma web de manga basada en Niconico Suiyōbi no Sirius el 3 de abril de 2019. En abril de 2022, la serie hizo una pausa; Takahashi citó "circunstancias personales" como el motivo de la pausa. Sus capítulos individuales ha sido recopilados en siete volúmenes tankōbon hasta la fecha.
En octubre de 2020, Kodansha USA anunció que obtuvieron la licencia de la adaptación del manga para su publicación en inglés.

#### Lista de volúmenes
| Volúmenes de manga publicados | Volúmenes de manga publicados | Volúmenes de manga publicados |
| Número                        | Fecha de lanzamiento          | ISBN                          |
| ----------------------------- | ----------------------------- | ----------------------------- |
| 1                             | 9 de octubre de 2019          | ISBN 978-4-06-517259-9        |
| 2                             | 9 de marzo de 2020            | ISBN 978-4-06-518762-3        |
| 3                             | 6 de agosto de 2020           | ISBN 978-4-06-520611-9        |
| 4                             | 9 de diciembre de 2020        | ISBN 978-4-06-521575-3        |
| 5                             | 7 de mayo de 2021             | ISBN 978-4-06-523084-8        |
| 6                             | 9 de noviembre de 2021        | ISBN 978-4-06-525739-5        |
| 7                             | 8 de septiembre de 2022       | ISBN 978-4-06-528882-5        |

### Anime
El 7 de septiembre de 2022, se anunció una adaptación de la serie al anime. Está producida por Staple Entertainment y dirigida por Takashi Naoya, con Matsuo Asami como asistente de dirección, Tatsuya Takahashi supervisando los guiones coescritos por Tetsuya Yamada, Shōko Yasuda diseñando los personajes y Yukari Hashimoto componiendo la música. La serie se estrenó el 2 de julio de 2023 en ABC y en el bloque de programación ANiMAZiNG!!! de TV Asahi. El tema de apertura es «Reset Life?» (リセット ライフ？?), interpretado por Lezel, mientras que el tema de cierre es «Himi CHU★Pre-Love Magic» (ひみCHU★プリラブマジック?), interpretado por Star★Shiμ'ne!!!. Crunchyroll obtuvo la licencia de la serie fuera de Asia.